# رومان جينيوفا
رومان جينيوفا (Romain Genevois) (28 أكتوبر 1987 في إستيري في هايتي – )؛ هو لاعب كرة قدم كان يلعب كمدافع. يلعب مع منتخب هايتي لكرة القدم منذ عام 2008.

## مسيرته الكروية
لعب رومان جينيوفا خلال مسيرته الاحترافية مع 4 أندية في ثلاثة عشر موسمًا وسجل خلالها 15 هدفًا ضمن 313 مباراة. ولم يفز بأي موسم بالكأس أو بالدوري.
خاض رومان جينيوفا مسيرته مع نادي غويونيون في موسم 2006–07 واستمر معه طيلة ثلاثة مواسم، مشاركًا في 64 مباراة سجل خلالها 3 أهداف. ثم انتقل إلى نادي تور في موسم 2009–10 واستمر معه طيلة ثلاثة مواسم، حيث شارك في 101 مباراة سجل خلالها 10 أهداف. لينتقل بعدها إلى نادي نيس في موسم 2012–13 ليلعب معه أربعة مواسم، مشاركًا في 105 مباراة سجل خلالها هدفين. ثم انتقل إلى نادي كاين في موسم 2016–17 واستمر معه طيلة ثلاثة مواسم، مشاركًا في 43 مباراة ولم يسجل أي هدف.

## وصلات خارجية
- رومان جينيوفا على موقع رابطة كرة القدم الفرنسية للمحترفين (الإنجليزية)
- رومان جينيوفا على موقع قاعدة بيانات كرة القدم.إي يو (الإنجليزية)
- رومان جينيوفا على موقع ليكيب (الفرنسية)
- رومان جينيوفا على موقع ناشيونال فوتبول تيمز (الإنجليزية)
- رومان جينيوفا على موقع Soccerway.com (الإنجليزية)
- رومان جينيوفا على موقع AS.com (الإسبانية)